# Mijotage

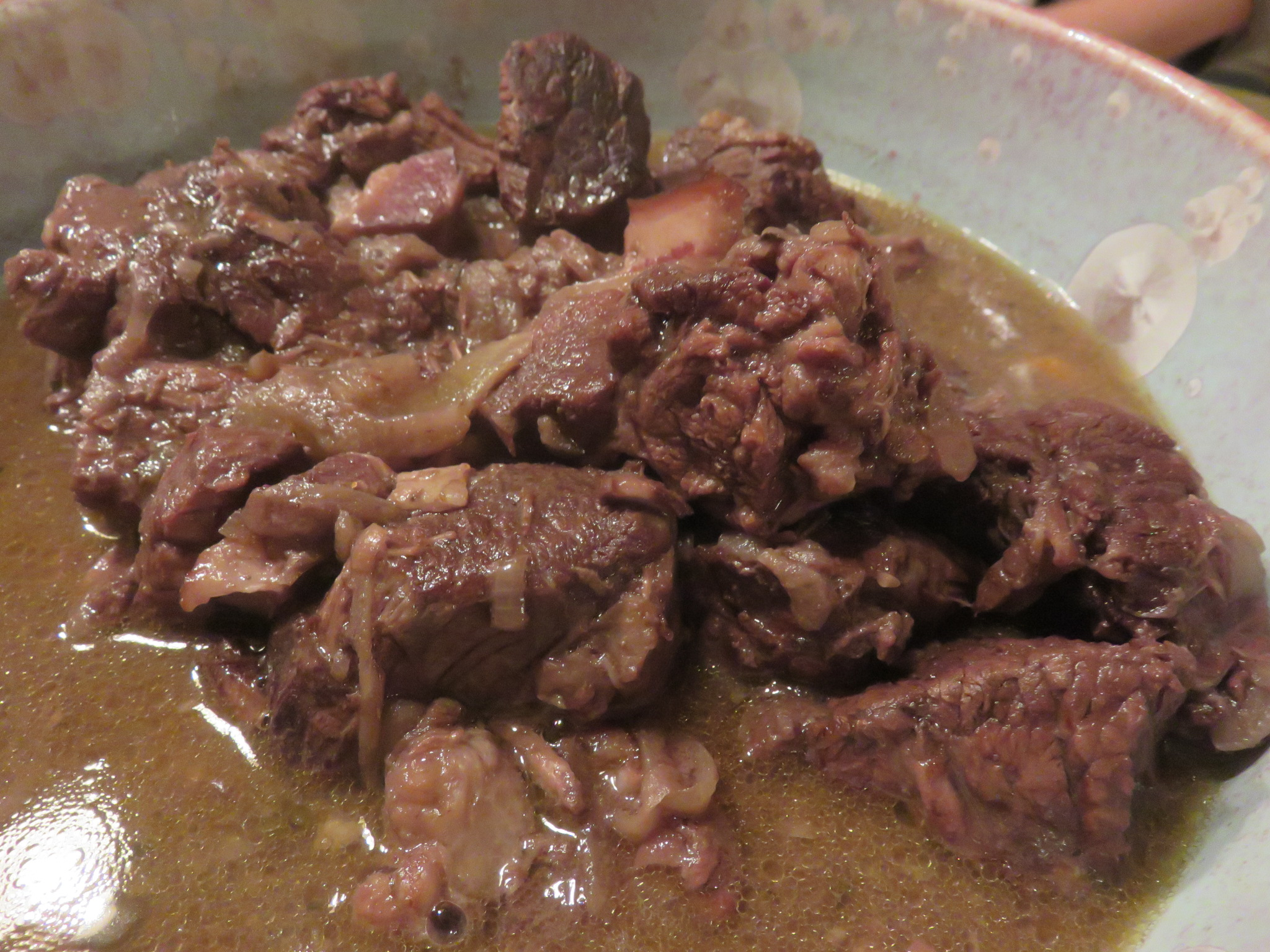
Bœuf bourguignon, mijoté plusieurs heures.

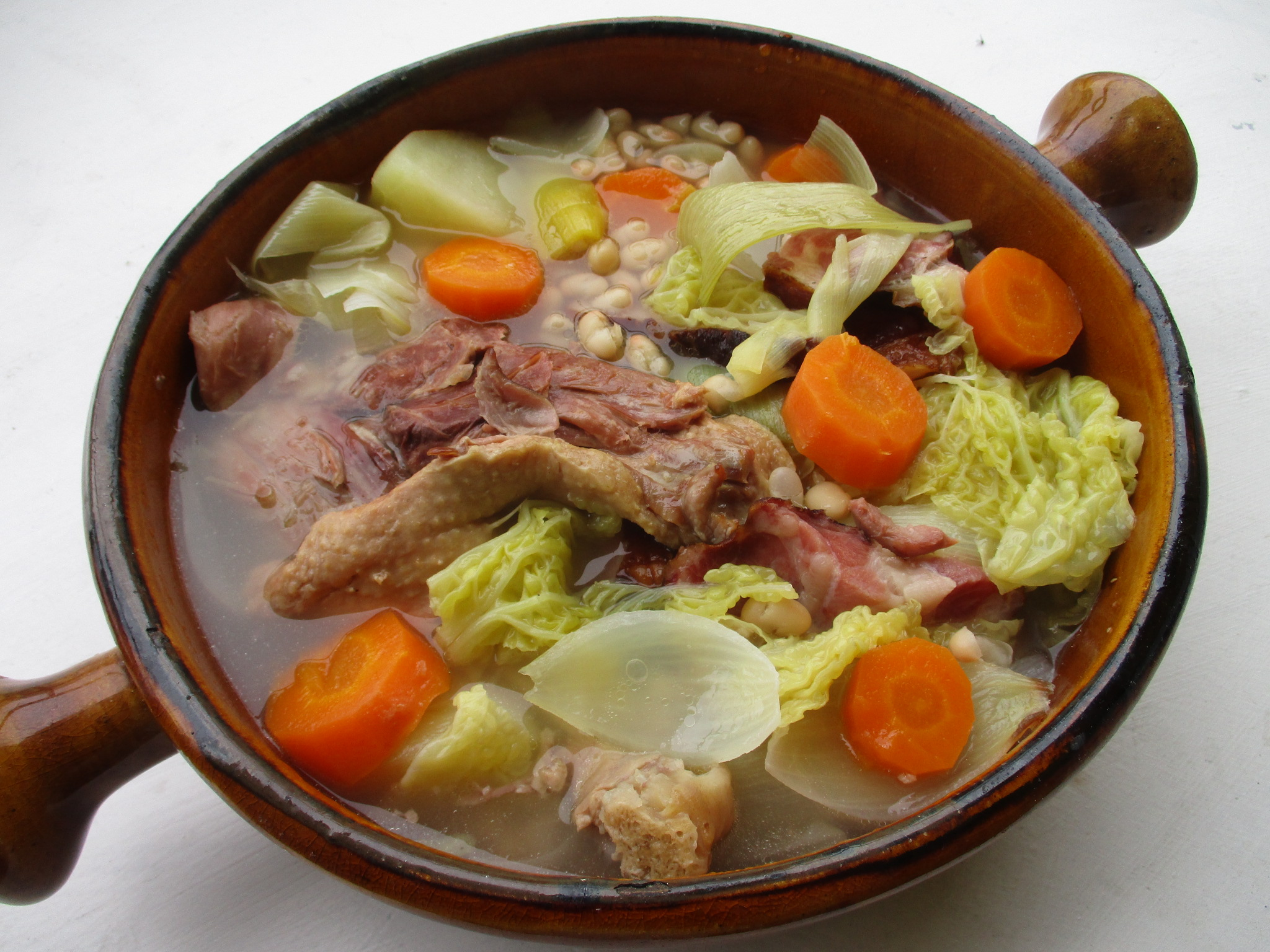
Garbure de légumes (avec confit), mijotée une heure.

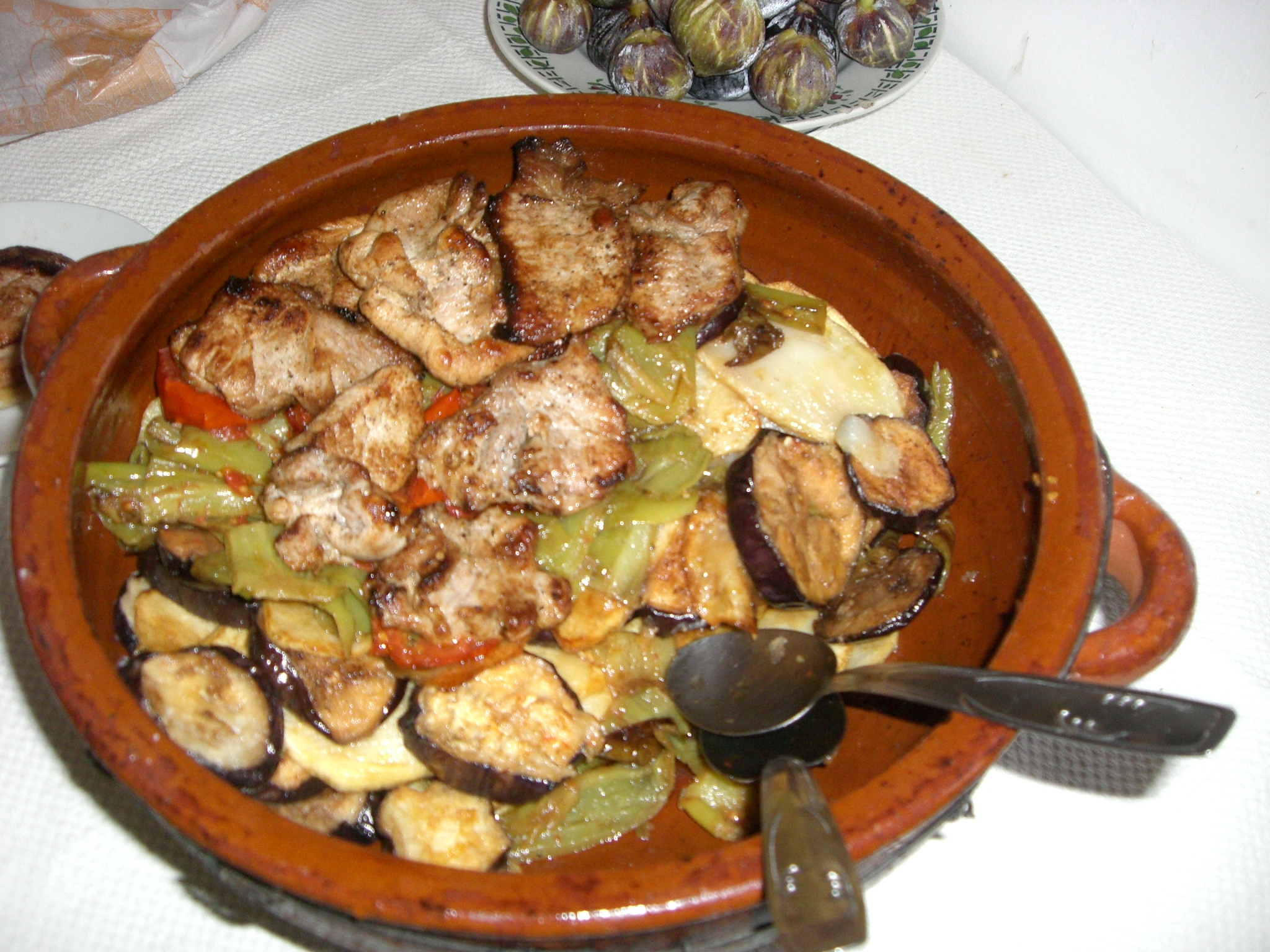
Tombet d'estiu de Majorque (convient aux végétariens).

Le mijotage est un mode de cuisson à couvert, lent et régulier, dans un liquide lié, convenant aussi aux ragoûts et sautés en sauce, avec des aliments découpés en morceaux et préalablement rissolés.
Historiquement, le mijotage apparaît avec les fours en brique et s’affine avec les potagers et les fourneaux.
Le mijotage consiste à cuire les aliments dans des liquides chauds maintenus en dessous du point d'ébullition de l'eau, mais à une température supérieure à celle du pochage (70-80 °C). 
Pour faire mijoter une préparation, on l'amène presque à ébullition, puis on réduit la source de chaleur de manière à continuer de cuire en maintenant la température.
Le mijotage assure aux aliments un traitement plus doux que l'ébullition, les empêchant de durcir ou de se séparer. Le mijotage est une cuisson à l'étouffée, ensuite maintenue en plat chaud sous étuve
Les chefs cuisiniers débattent de la température la plus appropriée pour le mijotage, certains affirmant que ce mode de cuisson à feu doux ne doit pas dépasser 82 °C.